# Nummer 326–870 i Frälsningsarméns sångbok (1990)
Frälsningsarméns egen fortsättning på den ekumeniska delen av den svenska psalmboken.

## Nummer 1-325
Se Psalm 1-325 i den ekumeniska psalmboken

## Frälsningsarméns sångbok 1990nr. 326-870

### Frälsning
```
326 
Anden kom ifrån himlen sänd

327 
Bröllopet tillrett står

328 
Den hand som blev naglad

329 
Den store läkaren är här
 
Finns på Wikisource
.

330 
Det finns en källa, fylld med blod

331 
Det finns en underbar källa

332 
Det är ett fast ord
 
Finns på Wikisource
.

333 
Du skall inte tro att Gud dig överger

334 
En blick på den korsfäste livet dig ger
 
Finns på Wikisource
.

335 
En nådastol Herren Gud oss givit
 
Finns på Wikisource
.

336 
Endast ett steg till Jesus

337 
Fattiga, sorgbundna trälar

338 
Finns här ett ångerfullt hjärta

339 
Fruktar och tvivlar du ännu

340 
Frälsare på korsets stam

341 
Har du blodets kraft förnummit i din själ

342 
Har du inte rum för Jesus

343 
Herren bjuder alla frälsning

344 
Härligt nu skallar frälsningens bud

345 
I dag finns nåd, mer värd än guld

346 
I Jesu namn får du komma

347 
Jag har ett budskap, en hälsning från Jesus

348 
Jag har hört om Herren Jesus hur han gick på stormigt hav

349 
Jag vill skynda fram till nådens helga flod

350 
Jesus kan allt förvandla

351 
Jesus kom till detta fallna släkte

352 
Jesus, se mig vid din fot

353 
Jesus, vid din fot med skövlat hopp

354 
Kärlek utan gränser, rik och fri
 
Finns på Wikisource
.

355 
Livet försvinner i hast som en dröm
 
Finns på Wikisource
.

356 
Ljuvligt och kärleksfullt Jesus hörs kalla

357 
Långt bort från Gud du länge vandrat

358 
Medan allting ler och blommar
 
Finns på Wikisource
.

359 
Mitt rop nu hör, o Herre kär

360 
Mångtusen frälsta tågat in i himmelens palats

361 
När det en gång mot afton lider

362 
O, sprid det glada budskap vida

363 
Om din synd än är blodröd

364 
Om min Frälsares kärlek jag hört

365 
Se, en källa där flödar så fri

366 
Själ, i stormens brus

367 
Stunden har kommit, din stund inför Gud

368 
Så nära Guds rike

369 
Säg mig den gamla sanning

370 
Tag det namnet Jesus med dig
 
Finns på Wikisource
.

371 
Till de renas och heligas hemland vi tåga
 
Finns på Wikisource
.

372 
Var och en som hör – o, dyrbara ord

373 
Var är mitt vilsna barn i kväll
 
Finns på Wikisource
.

374 
Vem kan läka hjärtesåren

375 
Vem kan mig visa vägen hem till min Faders hus

376 
Vem som helst kan bli frälst
 
Finns på Wikisource
.

377 
Vill du från syndernas börda bli fri?

378 
Är du bedrövad, av sorger trängd

379 
Är du en sökande, längtande själ

380 
Är du trött av livets hårda strider

381 
Öppen står Guds milda fadersfamn
```

### Helgelse
```
382 
Alla tvivel bär till Jesus
 
Finns på Wikisource
.

383 
Allt för Gud jag nu bekänner

384 
Allt åt Jesus helt jag lämnar

385 
Att vara Kristi brutna bröd

386 
Av häpnad och undran jag stannar

387 
Blodröd synd tvås vit som snö

388 
Det går en ström från mitt sidosår

389 
Det är för oss detta liv underbara

390 
Dyre Jesus, du mig frälsar
 
Finns på Wikisource
.

391 
Dyre Jesus, du är min

392 
Då vi vandrar med Gud, ledda helt av hans bud

393 
Ett med min Gud

394 
Ett stilla barnahjärta
 man får ej hur som helst 
Finns på Wikisource
.

395 
Fast blodröd var min synd

396 
Finns det kraft uti källan av blod

397 
Fylld av längtan jag ej kan förklara

398 
Följ med mig fram till korset, där Jesus för dig led

399 
Giv mig den tro som Jesus haft

400 
Giv mig, o Gud, ett hjärta rent

401 
Guds kärlek den liknar en stor ocean

402 
Guds kärleksflod så full av frid
 
Finns på Wikisource
.

403 
Guds rena lamm, jag flyr till dig

404 
Helge Ande, kom från himlen

405 
Herre, Herre, du mig utrannsakat

406 
Herre, i blodet som utgjutet är

407 
Herre Jesus, dig jag älskar

408 
Herre, nu åt dig jag giver allt jag har och allt jag är

409 
Herre, när jag hör din stämma

410 
Herre, rena mig från synden

411 
Hjärtat åstundar din närhet

412 
Härlig frälsning! Härlig frälsning!

413 
I din närhet, o min Herre

414 
I sitt ord oss Herren själv ett löfte giver

415 
Jag en stämma hör

416 
Jag gav mitt liv för dig
 
Finns på Wikisource
.

417 
Jag giver mitt allt åt Jesus

418 
Jag har kommit till Herrens välsignelsedal

419 
Jag vill älska dig, o Jesus

420 
”Jag vägen är” har Jesus sagt

421 
Jag är din, o Gud

422 
Jesus, du för mig vandrat korsets stig

423 
Jesus, du som dig utgivit

424 
Jesus, jag mitt kors har tagit

425 
Jesus, min konung, jag vill följa dig

426 
Jesus, se till din plantering

427 
Kom helge Ande, att möta min själ

428 
Kom med förnyelsens mäktiga dop

429 
Kom, o, helge Ande, kom

430 
Låt min ande spegla klar din bild som korset bar

431 
Med bävande hjärta jag söker dig

432 
Mera om Jesus, Gud, mig lär

433 
Min tro ser upp till dig

434 
Mitt i all min egen strävan

435 
Nu vid ditt kors jag böjer mig i lydnad för ditt bud

436 
O Gud, du klara, rena låga

437 
O Herre, kom, som du kom i fordom tid

438 
O, hur ljuvligt, min Gud, är ditt heliga bud

439 
O Jesus, jag längtar bli fullkomligt ren
 
Finns på Wikisource
.

440 
O vad ljuvlig fröjd jag känner

441 
Om i mitt hjärta finns en vrå som fri från synd ej är

442 
Stilla invid Jesu hjärta får jag vila för min själ

443 
Säg, finns en ström som helt från synden renar

444 
Säg mig hur mitt hjärta blir rent

445 
Sänd, Gud, din helge And' ned över mig

446 
Sänd, o Herre, en våg ifrån Golgata höjd

447 
Tag mitt liv och helga mig

448 
Till frälsningens saliga brunnar vi går
 
Finns på Wikisource
.

449 
Två mig, o Herre, så vit såsom snö

450 
Tätt vid korset, Jesus kär
 
Finns på Wikisource
.

451 
Vem är denne som ibland oss går

452 
Vår Frälsare kom för att lösa var själ
```

### Ordet och bönen
```
453 
Dagen stillnar, kvällen nalkas

454 
De strålar underskönt från Himlafaderns hus

455 
Det finns en stund av ljuvlig ro

456 
Ensam och ängslig, trött och bekymrad

457 
Giv mig den frid som du, o Jesus, giver
 
Finns på Wikisource
.

458 
Gud jag vet att du kan sända skurar av välsignelse

459 
Guds ord och löften kan aldrig svika

460 
Jag behöver dig, o Jesus, dig som har mig återlöst

461 
Jesus, du har ju bjudit mig bära mitt kors och följa dig

462 
Jesus, du som älskar mig
, du min enda trygghet är 
Finns på Wikisource
.

463 
Jesus kär, jag kommer nu till dig

464 
Jesus kär, min lots du är

465 
Jesus led mig varje dag

466 
Låt mig växa stilla
 som ett träd i skogen
467 
Min Gud, jag sjunker ner
 vid korsets fot och ber
468 
När jag ser i Guds bok

469 
På vägen uppåt skyndar jag

470 
Skurar av nåd skall jag sända
 
Finns på Wikisource
.

471 
Som daggen kommer ur morgonrodnans famn

472 
Sänd honom bud, vars namn är Jesus Krist

473 
Tala till mig, o Herre

474 
Var stund jag dig behöver

475 
Vi är här inför Guds ord med öppna sinnen

476 
Vilande i löftena som Herren gav

477 
Vänd ditt ansikte till mig
```

### Lovsång, tillbedjan och tacksägelse
```
478 
All ära till Gud

479 
Dig, Jesus jag älskar
 
Finns på Wikisource
.

480 
Ditt namn, o Jesus, upphöjt är
 
Finns på Wikisource
.

481 
Fröjd, frid och hopp

482 
Fröjd, fröjd, fröjd

483 
Fyll jorden med lovsång

484 
För världens frälsning

485 
Gud har skapat allting

486 
Guds härlighet oss styrka ger

487 
Guds kärlek har ej gräns

488 
Guds namn är ett fäste i nöden

489 
Guds nåd är ny idag

490 
Guds nåd är rik och underbar

491 
Himmelsk glädje kan du äga

492 
Himmelsk glädje och musik

493 
Hur ljuvligt namnet Jesus är

494 
I himlen och på jorden

495 
Jag sjunger halleluja

496 
Jag tjänar Herren Jesus

497 
Jag vet ett namn så dyrt och kärt

498 
Jag vill ge dig, o Herre, min lovsång
 
499 
Jag vilse gick i många år

500 
Jesu rika kärlek

501 
Jesus, det skönaste

502 
Jesus, min Jesus

503 
Jubla nu, mitt sälla hjärta

504 
Kom, låt oss sjunga

505 
Ljus som liv åt världen gav

506 
Låt oss förena oss i sång

507 
Låt vårt budskap ljuda

508 
Min Gud, det är saligt

509 
Min sång skall bli om Jesus
 
Finns på Wikisource
.

510 
Nu är syndens boja krossad

511 
När en syndare vänder om

512 
O Jesus, din kärlek

513 
På en avlägsen höjd
 
Finns på Wikisource
.

514 
Se'n Gud till barn mig tog åt sig

515 
Ser du himlen mörkna

516 
Sjung av fröjd

517 
Sjung, Guds folk, på pilgrimsfärden

518 
Själ, stäm upp

519 
Stige högt mot himlen

520 
Stor är din trofasthet

521 
Store Gud, ditt namn ske pris

522 
Stäm upp, stäm upp

523 
Tack att du, Herre, valt mig att tjäna

524 
Underbar kärlek så stor

525 
Vilken härlig förändring

526 
Vilken härlighet i namnet Jesus

527 
Vilken sång, vilket jubel

528 
Vår Gud, som skapar liljan

529 
Är du glad, av hjärtat nöjd
 
Finns på Wikisource
.
```

### Erfarenhet och vittnesbörd
```
530 
Alla Herrens vägar äro godhet, sanning, trofasthet
 
Finns på Wikisource
.

531 
Allenast i tro till Gud min själ är stilla

532 
Borta för alltid är förvisst den dag

533 
Det enda som bär när allting annat vacklar

534 
Du är mig när var dag, var stund som flyr

535 
Du är min klippa, Jesus min Herre

536 
Då Jesus tog min skuld på sig

537 
Då mitt hjärta var kallt

538 
Ej silver, ej guld har förvärvat mig frälsning

539 
En gång på korset för mig Jesus dog

540 
En vän har jag funnit
 
Finns på Wikisource
.

541 
En vän jag har i Jesus

542 
Farväl, o värld
 
Finns på Wikisource
.

543 
Fjättrad vid en värld

544 
Gud ger mera nåd

545 
Gud vet vad jag heter

546 
Guds källa har vatten tillfyllest för törstande kvinnor och män
 (ej att förväxlas med nr. 236 i 
Den svenska psalmboken 1986
 )
547 
Gå till Jesus, vännen framför alla

548 
Har du ankarfäste

549 
Hela vägen genom livet

550 
Herre kär, hos dig är tillflykt

551 
Hur underbart att vandra få med Gud

552 
Högre, långt högre än skyarna går

553 
Ingen lik Jesus i fröjd och smärta

554 
Intet öga skådat Gud vår faders drag

555 
Jag funnit en Frälsare, mäktig och god
 
556 
Jag funnit pärlan underbar

557 
Jag förtröstar varje dag

558 
Jag går till det land där ovan

559 
Jag hörde Jesu dyra ord

560 
Jag lyfter mina ögon upp till bergen

561 
Jag måste få vittna om Jesus

562 
Jag ofta i mörker har famlat

563 
Jag vet en väg som leder
 till himlens sköna land
564 
Jag vill nu endast lita på Jesus dag för dag

565 
Jag vill städs ha Jesus med mig

566 
Jesus allena mitt hjärta skall äga
 
Finns på Wikisource
.

567 
Jesus, du Guds offerlamm

568 
Jesus, du min högsta glädje är

569 
Jesus har jag funnit

570 
Jesus är min Frälsare

571 
Jesus är min högsta glädje

572 
Ljuvt är det löftet: Jag dig ej förgäter

573 
Min fot var trött att vandra på dunkel, självvald stig

574 
Min Frälsare mig sökte på fjärran villsam stig

575 
Min gårdag är förbi. Den gav mig visshet

576 
Min herde Herren är

577 
Min hjälp kommer från Herren

578 
Min skatt är i himlen

579 
Möter mig sorger som tynger mig ner

580 
Namnet Jesus vill jag sjunga

581 
Nu natten svunnit, dagen grytt

582 
Nu är jag nöjd och glader
, nu kan jag andas ut
583 
När Guds nådessolsken lyser in

584 
När invid korset jag böjde mig

585 
När Jesus kom i mitt hjärta in

586 
När världsriken vacklar och störtar i grus

587 
O, hur skönt i livets vår att få älska Gud

588 
O Jesus, jag har lovat att följa dig var dag

589 
Om jag ägde allt men icke Jesus

590 
På syndfull jord har Jesus vandrat

591 
Se på Jesus i växlande tider

592 
Som när ett barn kommer hem om kvällen

593 
Trots molnen på min himmel ej jag fruktan hyser

594 
Trygg i min Jesu armar

595 
Vad dig möter, vad dig händer

596 
Var ej bekymrad vad än som sker
 
Finns på Wikisource
.

597 
Vilken underbar trygghet jag nu har

598 
Åter, åter för mig beskriv

599 
Är mitt liv en svår och tröttsam färd

600 
Ära vare Jesus som utgöt sitt blod

601 
Över mörka djup, invid branta stup
```

### Strid och kallelse till tjänst
```
602 
Använd de tillfällen Herren dig giver

603 
Blott ett liv att leva – Lev det för din Gud

604 
Då i striden trötthet når ditt hjärta

605 
En dag jag möter på en enslig stig

606 
En Guds soldat drar ut i krig

607 
En stridsman uti hären jag blivit

608 
Evigt strålar Faderns kärlek
 
Finns på Wikisource
.

609 
Fast såsom klippan är Guds löftesord

610 
Fram över berg, över dal, över bölja

611 
Framåt, Kristi stridsmän!

612 
Framåt! Så ljuder vårt fältrop idag

613 
Frälsningsfana! Dina färger fladdrar friskt i morgonbris

614 
Full frälsning är vårt motto, full frälsning är vår sång

615 
"Följ mig!" Hör jag Kristus kalla

616 
Gud oss hjälper att modigt strida

617 
Guds soldater, rusta eder

618 
Hjärtan är det världen kräver

619 
I Guds frälsningshär vi kämpar som soldater

620 
Jag korsets färg vill bära igenom eld och blod

621 
Jesus dyre Jesus

622 
Kan du ej för Herren storverk göra

623 
Kristus kallar ungdom som vill följa i hans spår

624 
Kämpa för ett ädelt mål

625 
Lyss, lyss, min själ

626 
Lyssna, Herren talar så

627 
Låt din Gud bestämma vägen

628 
Låt frälsningsfanan vaja

629 
Marsch framåt, så är vår hälsning

630 
Med fröjdfullt mod och själ i brand

631 
Med sång och med jubel till striden vi går

632 
När stridssignalen kallar oss ut till strid

633 
O hur lycklig är den som har Jesus till vän
 
Finns på Wikisource
.

634 
Runt kring jorden i öster och väster du Frälsningsarmén kan få se

635 
Rädda de döende
 
Finns på Wikisource
.

636 
Röj väg för Kristus, Frälsaren

637 
Se, kamrater, vilka skaror mot fördärvet går

638 
Se, vi kämpar för Gud

639 
Se, vi tågar fram med sköld och med baner
 
Finns på Wikisource
.

640 
Se, vår skara skall fienden slå

641 
Sjungen högt om frälsning

642 
Soldater, modigt framåt gå

643 
Soldater äro vi som glatt gå ut i strid

644 
Strid för sanningen, strid mot fienden

645 
Stridsman är jag

646 
Stridsman uti hären, stäm nu upp en sång

647 
Stå upp, stå upp för Jesus
 
Finns på Wikisource
.

648 
Sverige för Gud!

649 
Så den ädla säden

650 
Till frälsningssoldat är jag kallad

651 
Till strid för Gud vi glatt framtågar

652 
Till strid vi dragit ut

653 
Tänk vilken underbar nåd av Gud
 
Finns på Wikisource
.

654 
Törnen ofta foten stinger

655 
Under korsets fana fylkar sig Guds här

656 
Upp, korsets kämpar, upp, envar

657 
Upp, Kristi stridsmän, dagen grytt

658 
Ut till strid! Hör, ropet skallar!

659 
Vem vill kämpa för Gud överallt

660 
Verka, ty natten kommer

661 
Vi ville vara Jesu händer som läker de slagnas sår

662 
Vår själ är fylld av heligt lov

663 
Är jag en korsets kämpe
```

### Tillsammans i världen
```
664 
Dela med dig
, dela med dig
665 
Fred i vår tid, o Gud

666 
Från Lapplands fjäll och sjöar

667 
Gud vill mig ha till ett solsken

668 
I en värld där sorger, möda, smärta bor

669a 
I Kristus finns ej öst och väst
 (musik: A R Reinagle, 1836)
669b 
I Kristus finns ej öst och väst
 (musik: Negro spiritual)
670 
Jag vill gå med glädje på min Herres bud

671 
Kärlek utan gräns och mått

672 
Med starka kärleksband
 Guds folk förenas här
673 
Om du och jag kan vara vänner

674 
Världen är fylld av hjärtan som förblöder!
```

### Framtiden och hoppet
```
675 
Bort ifrån skuggors land

676 
De skall komma från öst, de skall komma från väst

677 
Det finns ett bättre land vid härlighetens strand

678 
Det närmar sig målet, jag sjunger med fröjd

679 
En morgon utan synd jag vakna får
 
Finns på Wikisource
.

680 
Evighetens morgon klar en dag skall gry

681 
Fram över våg som brusar

682 
Får vi mötas bortom floden

683 
Gud dig följe, tills vi möts igen

684 
Guds kämpe, håll ut, till dess seger du fått

685 
Guds son en gång i morgonglans
 skall åter komma hit
686 
Himmelens stad är härlig

687 
Här växlar det av dagar, år

688 
Härligt strålar Guds eviga ljus

689 
I sin kärlek rik och stor

690 
Jag har hört om en stad

691 
Jag vill sjunga en sång om det härliga land

692 
Jag är pilgrim på väg till Sions stad

693 
Jag är så hjärtligt nöjd och glad

694 
Jesus kommer, Jesus kommer

695 
Jesus skall komma på himmelens sky

696 
Jorden oro har och jämmer

697 
Med min lampa tänd jag väntar glädjebudet höra få

698 
Med snabba steg soldaten går mot himlens sälla land

699 
Medan kärleken från korset talar

700 
När den evigt klara morgon gryr
 med sol och helgdagsfrid
701 
När den gyllne morgon randas klar och skön

702 
När jag har utkämpat striden en gång

703 
O, jag vet ett land bortom havets vreda brus

704 
O Jerusalem, du gyllne, underbara stad

705 
O, låt min tro få vingar

706 
Se, mot aftonen det lider

707 
Sjung om Jesu underbara kärlek

708 
Till det härliga land ovan skyn
 
Finns på Wikisource
.

709 
Till fridens hem, Jerusalem

710 
Till härlighetens höjder i tron jag ställt min färd

711 
Trötte pilgrim på väg till fadershemmets ljusa land

712 
Tänk, när striden den sista är vunnen

713 
Vi kamrater haft som hårt ha kämpat

714 
Vi talar om sällhetens land
 
Finns på Wikisource
.

715 
Vilka är väl dessa som i himlens land

716 
Vill du möta mig därhemma
```

### Kyrkoårets högtider

#### Advent
```
717 
Advent är mörker och kyla

718 
Ett litet barn av Davids hus

719 
Ännu en gång vi firar advent
```

#### Jul
```
720 
Det folk som vandrar i mörkret

721 
En natt ett budskap ljöd så klart

722 
Giv mig ej glans, ej guld, ej prakt
 
Finns på Wikisource
.

723 
Juleljusen härligt glimmar

724 
Ring, alla klockor

725 
Se, löftesstjärnan står i öster

726 
Säg, är han kommen hit till vår jord
```

#### Fastan
```
727 
Det är en som har dött i stället för mig

728 
Du, Herre Jesus, ensam går

729 
En folkhop mot Golgata drager

730 
Hell dig, törnekrönte Konung

731 
När över Kidrons bäck du går

732 
O Golgata, där Jesus dog

733 
På sitt kors på Golgata Jesus dog för dig och mig
```

#### Påsk
```
734 
Förfäras ej du lilla hop
 
Finns på Wikisource
.

735 
Herren Krist uppstånden är

736 
Hälsa med jubel det budskap oss hunnit

737 
Kristus är uppstånden, fröjda dig, min själ

738 
Nu fröjdetiden inne är

739 
O, saliga stund utan like

740 
O, vad fröjd, han lever, vår Immanuel
```

#### Pingst
```
741 
O att den elden redan brunne
 
Finns på Wikisource
.

742 
O, sprid det glada bud
```

### Dagens och årets tider
```
743 
Det gungar så fint
 när han bär dig, mitt barn
744 
Flyende snabbt är livet, kort som en morgondröm

745 
Helga, Herre, denna dag

746 
I öster stiger solen opp
 och sprider guld på sky
747 
O, jag ser min Faders hand i naturens under

748 
O vad jorden nu är skön
, klädd i sommardräkten
749 
Snart är dagen ändad, natten faller på

750 
Skönt det är i kvällens timma
 
Finns på Wikisource
.
```

### Körer

#### Bön
```
751 
Ande, du som livet ger
, fall nu över mig
752 
Bed, och Jesus skall hjälpa

753 
Den som beder skall få

754 
Den sökande finner, den bedjande får

755 
Evigt din, ja blott din

756 
Helge Ande, sänk dig ned djupt i själens gömma

757 
Ja, jag tror att Gud hör bön
 (Refrängen till 574 i 
Psalmer och sånger
: 
Om jag blivit blott en enda gång
)
758 
Jag behöver dig, helige Ande

759 
Jesus, Jesus, jag rör denna stund vid dig

760 
Jesus, lär mig bedja

761 
Jesus, min Jesus, kom nära

762 
Mer av dig själv

763 
Mig till en källa av glädje nu gör

764 
Min Frälsare, jag kommer

765 
O, gjut den i min själ

766 
O Gud, till dig min själ ser opp

767 
O, rör vid mig, Herre, o, rör vid mig nu

768 
O, sänd oss, Gud

769 
Strömmar av levande vatten

770 
Städs jag dig behöver

771 
Sänd en väckelse, Gud, låt den börja med mig

772 
Sänd välsignelsen, sänd den nu

773 
Tala, Gud, tala, Gud

774 
Tätt invid källan, flödande fri

775 
Välsigna mig, välsigna mig, välsigna mig just nu
```

#### Frälsning
```
776 
Blodet, blodet, Jesu dyra blod

777 
Du burit din börda, du länge så gjort

778 
Fäst dina ögon på Jesus

779 
Han går omkring, gör väl och hjälper alla

780 
Han vill rena dig från synd

781 
Hälsokällan flödar

782 
Ja, du får komma, allt får du lämna

783 
Jesus väntar på dig

784 
Och det skall ske att vem som helst av Herren nåd begär
 (Refr. till nr 597 i 
Psalmer och sånger
, 
Vad än dig möter, käre vän
) 
Finns på Wikisource
.

785 
Söken först Guds rike
 och hans rättfärdighet
786 
Tala, o, tala med Jesus
 ( = 
Tala, o tala med Jesus
)
787 
Till dig, Guds lamm, jag går
```

#### Helgelse
```
788 
Allt jag har nu jag bringar till dig

789 
Allt jag är och har, Gud

790 
Att bli lik Jesus
, det är min längtan
791 
Du är ju nog för mig

792 
Från källans djup jag längtar få av vattnet som livet mig ger

793 
Giv mig en större, giv mig en högre, giv mig en fullkomlig tro

794 
Icke genom någon människas styrka
 eller kraft skall det ske
795 
Jag ger dig, Gud, mitt allt

796 
Kristi kraft den är för mig

797 
Låt din härlighet, Jesus, bli sedd hos mig

798 
Min själ den väntar efter Herren

799 
Min vilja tag, o Gud

800 
Mitt kors är ej större än hans nåd

801 
Nu den kommer, nu den kommer, den helige Andes kraft

802 
Trogen dig, trogen dig

803 
Underbar, underbar kärlek så rik

804 
Varje timme, varje dag vilja, krafter, Herre, tag

805 
Visa mig, Herre, din väg

806 
Visst smal är vägen, men likväl jag följer

807 
Åter och åter likt en mäktig flod

808 
Över mig reningsfloden nu flyter
```

#### Glädje, vittnesbörd, tjänst
```
809 
Allt blivit nytt

810 
Allting som jag har jag fått det av min Fader

811 
Att vara din, o Jesus, det är livet

812 
Det är fröjd att Jesus tjäna

813 
Det är lycka och frid

814 
Det är sång idag

815 
Det är underbart att gå med Gud

816 
Ditt ord är mina fötters lykta

817a 
Därför älskar jag min Jesus

817b 
Därför älskar jag min Jesus

818 
Ej mer, ej mer, han min synd ej minnes mer

819 
Elddöpta kämpar med själar i brand

820 
En dag jag mötte Jesus

821 
En tillflyktsort är urtidens Gud
 
822 
Fadershanden leder mig

823 
Frid som kan bevara

824 
Frälsning jag funnit

825 
Följa, följa, jag vill följa Jesus

826 
Förr var jag blind, men nu jag ser

827 
Gå fram! Jesus med oss går

828 
Halleluja, det håller än

829 
Halleluja, nu är jag fri

830 
Han frälste mig. Han frälste mig

831 
Han går bredvid mig, jag är ej ensam

832 
Han har fört mig ifrån mörker och till ljus

833 
Han lade i min mun en ny sång

834 
Hand i hand, hand i hand, fram vi går till ett bättre land

835 
Hemåt det går över berg, över dal

836 
Herren är min starkhet och min lovsång

837 
Jag står förvisst för Jesus Krist i sorg och nöd, i liv, i död

838 
Jag vet på vem jag tröstar

839 
Jag är din, Gud

840 
Jag är med er alla dagar
 intill tidens ände
841 
Jesus han sviker ej

842 
Jesus han är skönast, honom älskar jag

843 
Jesus har djupt i mitt hjärta lagt en underbar, underbar sång

844 
Jesus jag följer hur det storma må

845 
Jesus, jag vill följa dig var dag

846 
Jesus jag vill tillhöra

847 
Jesus, Jesus, Jesus, skönsta namn jag vet

848 
Jesus är ännu den samme

849 
Lita, lita blott på Gud

850 
Ljus är min stig då jag vandrar med dig

851 
Lova Herren, min själ

852 
Låt frälsningsvagnen rulla

853 
Låt mig höra det berättas

854 
Mitt hjärta, sjung halleluja

855 
Mitt uti mörkret Jesus är nära

856 
O, den frid som Jesus ger aldrig jag i världen fann

857 
O, det blod som köpt mig

858 
O, han är värd min sång

859 
O, hur härligt att få vara räknad bland Guds krigarskara

860 
O, mitt krigarhjärta ropar halleluja

861 
Se, snart kommer Jesus för att hämta sin brud

862 
Skall det bli några stjärnor i kronan jag får

863 
Som öster är från väster är nu synderna från mig

864 
Syndabördan som jag bar Jesus själv borttagit har

865 
Sällt det folk som jubelklangen förstår

866 
Sörj ej för dagar som kommer, lämna den flyende tid

867 
Tack, Jesus, tack, du bor i mig

868 
Vandra framåt i Guds solsken

869 
Villigt kommer ditt folk när du samlar din här

870 
Vår värld för Gud!
```